# Louis-Vincent Thomas
Louis-Vincent Thomas  (20 de mayo de 1922-22 de enero de 1994) fue un profesor universitario e investigador francés, especialista en África, cuya cultura estudió simultáneamente desde los ángulos de la sociología, la antropología y la etnología. Prestó especial atención a la tanatología y estudió los saberes teológicos, filosóficos y científicos relativos a la muerte.
Fue profesor en la Universidad de Dakar (Senegal) y después en la Unité de Formation et de Recherche de Sciences Humaines et Sociales Sorbonne de la Universidad de París V René Descartes, donde impartió la asignatura de sociología. 
Sus obras, aparte de todo lo relativo con la muerte, abordaron también el estudio de las ideologías, del socialismo o los sistemas de pensamiento en el África negra.

## Obras
- Les Diola. Essai d'analyse fonctionnelle sur une population de Basse-Casamance. Université de Paris: Faculté des Lettres, 1959
- Joseph Kerharo y Louis-Vincent Thomas: La médecine traditionnelle des Diola de Basse-Casamance. Afrique-Documents, Dakar, 1963, p.167-179.
- Les idéologies négro-africaines d'aujourd'hui. París: A.G. Nizet, 1965.
- Le socialisme et l'Afrique.
  - Tomo 1: Essai sur le socialisme africain. París: Le Livre Africain, 1966.
  - Tomo 2: L'idéologie socialiste et les voies africaines de développement. París: Le Livre Africain, 1966.
- Cinq essais sur la mort africaine. Dakar: Université de Dakar, Faculté des Lettres et Sciences Humaines, 1968.
- Anthropologie de la mort. Payot, 1975 [Edición en español: La antropología de la muerte. Traductor: Marcos Lara. México: Fondo de Cultura Económica, 1983].
- Civilisation et divagations. Mort, fantasmes, science-fiction. Payot, 1979.
- La Mort africaine: idéologie funéraire en Afrique noire. Payot, 1982.
- Fantasmes au quotidien. Librairie des Méridiens, 1984 (sobre ciencia ficción).
- Anthropologie des obsessions. L'Harmattan, 1988 (sobre ciencia ficción).
- Prefacio a: COURTOIS, Martine: Les Mots de la mort, 1991.
- Prefacio de: Beyrouth ou la fascination de la mort. Éditions de La Passion, 1988.
- Mort et pouvoir. Payot, 1998.
- Les chairs de la mort : corps, mort, Afrique, París: Inst. d'Éd. Sanofi-Synthélabo, 2000.
- La mort, Que sais-je?. Presses Universitaires de France, 2003
- Pouvoirs sorciers. Enquêtes sur les pratiques actuelles de sorcellerie (con Dominique Camus) Imago, 2004.
- «Éléments pour un itinéraire» en: Sociétés, n.º 93, 2006/3, p. 39-43 De Boeck Université ISBN 2-8041-5181-6